# Список лідерів кінопрокату України 2006
Список лідерів кінопрокату України 2006 містить анотоване перерахування лідерів бокс-офісу України для фільмів, що вперше вийшли в український кінопрокат протягом календарного року 2006 та які за всю свою прокатну історію в Україні зібрали суму у понад $1 млн. 
Список включає збори, зароблені фільмами під-час продажу квитків у кінотеатрах; прибуток від VHS/DVD/Blu-Ray/Video-on-demand, показу на ТБ тощо не враховується. Суми вказуються у доларах США і не враховують інфляцію. Якщо не вказано іншого джерела, суми касових зборів наведені за даними сайту Box Office Mojo.
| # | Назва фільму                                | Дата релізу в Україні | Країна | Збори в Україні, $ |
| - | ------------------------------------------- | --------------------- | ------ | ------------------ |
| 1 | Пірати Карибського моря 2                   | 13 липня 2006         | США    | 3 124 047          |
| 2 | Денна Варта                                 | 1 січня 2006          | Росія  | 2 175 131          |
| 3 | Код да Вінчі                                | 18 травня 2006        | США    | 2 111 254          |
| 4 | Льодовиковий період 2: Глобальне потепління | 30 березня 2006       | США    | 2 044 542          |
| 5 | Ніч у музеї                                 | 28 грудня 2006        | США    | 1 415 434          |
| 6 | Казино «Рояль»                              | 16 листопада 2006     | США    | 1 201 323          |
| 7 | Бумер. Фільм другий                         | 7 березня 2006        | Росія  | 1 197 856          |
| 8 | Парфумер: Історія одного вбивці             | 14 вересня 2006       | США    | 1 127 874          |
| 9 | Спека                                       | 28 грудня 2006        | Росія  | 1 101 851          |